# Međeđak
Međeđak is een plaats in de gemeente Plaški in de Kroatische provincie Karlovac. De plaats telt 124 inwoners (2001).